# Гороховатська сільська рада
Горохова́тська сільська́ ра́да — адміністративно-територіальна одиниця та орган місцевого самоврядування в Борівському районі Харківської області. Адміністративний центр — село Гороховатка.

## Загальні відомості
- Гороховатська сільська рада утворена в 1917 році.
- Територія ради: 57,576 км²
- Населення ради: 1 090 осіб (станом на 2001 рік)
- Територією ради протікає річка Гороховатка.

## Історія
23.12.2005 р. Горохуватська сільська рада була перейменована на Гороховатську сільську раду.

## Населені пункти
Сільській раді були підпорядковані населені пункти:
- с. Гороховатка
- с. Бахтин
- с. Голубівка

## Склад ради
Рада складалася з 16 депутатів та голови.
- Голова ради:

### Депутати
За результатами місцевих виборів 2010 року депутатами ради стали:

#### За суб'єктами висування
| Суб'єкт висування                                       | Кількість обраних депутатів | %  |
| ------------------------------------------------------- | --------------------------- | -- |
| Партія регіонів                                         | 12                          | 75 |
| Політична партія Всеукраїнське об'єднання «Батьківщина» | 4                           | 25 |

#### За округами
| № округу                                                | Прізвище, ім'я, по батькові    | Дата визнання обраним | Освіта  | Партійна приналежність                        | Відомості про обраного депутата                            |
| ------------------------------------------------------- | ------------------------------ | --------------------- | ------- | --------------------------------------------- | ---------------------------------------------------------- |
| Партія регіонів                                         |                                |                       |         |                                               |                                                            |
| 1                                                       | Голоха Валентина Михайлівна    | 01.11.2010            | середня | член Партії регіонів                          | Гороховатська загальноосвітня школа І-ІІІ ст., бібліотекар |
| 2                                                       | Кушин Раїса Іванівна           | 01.11.2010            | вища    | член Партії регіонів                          | Гороховатська сільська рада, секретар                      |
| 3                                                       | Бровко Ганна Іванівна          | 01.11.2010            | середня | член Партії регіонів                          | Гороховатське сільське споживче товариство, продавець      |
| 4                                                       | Користа Сергій Іванович        | 01.11.2010            | вища    | член Партії регіонів                          | Гороховатська дільнична лікарня, старший кочегар           |
| 5                                                       | Тімченко Сергій Миколайович    | 01.11.2010            | середня | член Партії регіонів                          | тимчасово не працює                                        |
| 7                                                       | Мироненко Олександр Григорович | 01.11.2010            | середня | член Партії регіонів                          | Борівська районна шляхова дільниця № 1, робітник           |
| 8                                                       | Бутенко Віктор Дмитрович       | 01.11.2010            | середня | член Партії регіонів                          | фермерське господарство «Оксамит», робітник                |
| 10                                                      | Дубинець Микола Володимирович  | 01.11.2010            | вища    | член Партії регіонів                          | тимчасово не працює                                        |
| 12                                                      | Алєксєєнко Ірина Михайлівна    | 01.11.2010            | вища    | член Партії регіонів                          | Гороховатська сільська рада, землевпорядник                |
| 14                                                      | Тихонов Ігор Миколайович       | 01.11.2010            | середня | член Партії регіонів                          | приватний підприємець                                      |
| 15                                                      | Давигора Юрій Петрович         | 01.11.2010            | середня | член Партії регіонів                          | тимчасово не працює                                        |
| 16                                                      | Кучегура Алла Миколаївна       | 01.11.2010            | середня | член Партії регіонів                          | Гороховатський ДНЗ, помічник вихователя                    |
| Політична партія Всеукраїнське об'єднання «Батьківщина» |                                |                       |         |                                               |                                                            |
| 6                                                       | Бондар Михайло Олександрович   | 01.11.2010            | вища    | член Всеукраїнського об'єднання «Батьківщина» | пенсіонер                                                  |
| 9                                                       | Величко Наталія Василівна      | 01.11.2010            | вища    | член Всеукраїнського об'єднання «Батьківщина» | Гороховатське відділення зв'язку, начальник                |
| 11                                                      | Висоцька Лілія Анатоліївна     | 01.11.2010            | вища    | член Всеукраїнського об'єднання «Батьківщина» | тимчасово не працює                                        |
| 13                                                      | Чеберяка Ольга Григорівна      | 01.11.2010            | вища    | член Всеукраїнського об'єднання «Батьківщина» | тимчасово не працює                                        |